# IC 4101
IC 4101 ist ein Stern im Sternbild Canes Venatici am Nordsternhimmel, die der Astronom Max Wolf am 21. März 1903 fälschlich als IC-Objekt beschrieb.